# Niels Bohr (dokumentarfilm fra 1985)
|  | Denne artikel er oprettet af botten Steenthbot ud fra en ekstern database. Den kan derfor have sproglige fejl eller mangler. Denne skabelon kan fjernes efter kontrol af indholdet. |

 For alternative betydninger, se Niels Bohr (flertydig). (Se også artikler, som begynder med Niels Bohr)
Niels Bohr er en dansk portrætfilm fra 1985 instrueret af Ole John efter eget manuskript.

## Handling
Den danske videnskabsmand Niels Bohr var en af atomfysikkens største pionerer, og hans institut i København var i en årrække midtpunktet for udforskningen af atomets gåder. Filmen er historien om Borhs liv. Den er udarbejdet på grundlag af materiale dels fra Niels Bohr Institutets arkiv, dels fra arkiver verden over. I filmen indgår en række interviews med verdenskendte atomfysikere, som alle var nære venner med Bohr og medarbejdere i den periode, hvor København var centrum på dette område. Der fortælles om Bohrs ungdom, om den kritiske tid under krigen, om Bohr og atombomben og om hans berømte åbne brev til FN. En appel om samarbejde på tværs af alle grænser for at undgå flere katastrofer.

Filmen er lavet i anledning af 100-års dagen for Niels Bohrs fødsel, d. 7.10.1885.

## Medvirkende
- Victor Weisskopf
- Carl F. von Weizsäcker
- Friedrich Hund
- Erik Bohr
- Margaret Gowing
- John A. Wheeler
- Rudolf Peierls